# Oskar Kallas

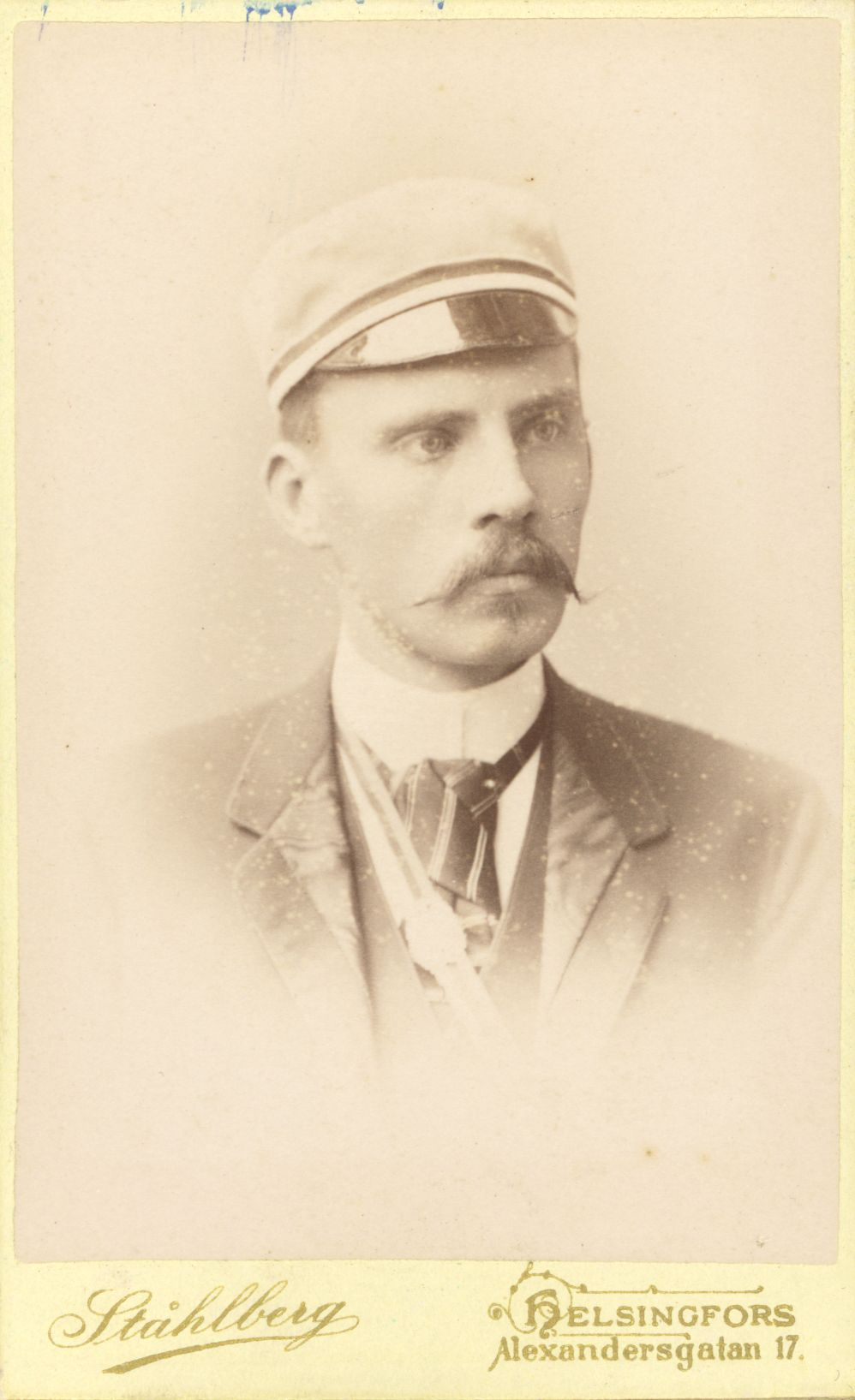
Oskar Kallas, 1892–93.

Oskar Philipp Kallas (* 13. Oktoberjul. / 25. Oktober 1868greg. in Kaarma, Estland; † 26. Januar 1946 in Stockholm) war ein estnischer Diplomat, Volkskundler und Linguist. Er war der Ehemann der finnisch-estnischen Schriftstellerin Aino Kallas.

## Ausbildung
Oskar Kallas wurde als jüngster Sohn des Vikars von Kaarma auf der Insel Saaremaa geboren. Bereits in seiner Jugend interessierte sich Kallas für estnische Folklore und Volkskunde sowie finnougrische Sprachen. Auf Initiative des Volkskundlers Jakob Hurt half er bei der Sammlung estnischer Volksdichtung mit. 1889 unternahm er seine erste Reise nach Finnland, die ihn sehr prägte. Kallas studierte von 1887 bis 1892 zunächst klassische Philologie an der Kaiserlichen Universität Dorpat, danach 1892/93 an der Universität Helsinki finnische Volkskunde und finno-ugrische Sprachen.

## Estnisches Nationalbewusstsein
Schon in der Studentenzeit an der Universität Tartu war Oskar Kallas politisch aktiv. Zusammen mit seinem Freund, dem späteren Politiker und estnischen Staatsoberhaupt Jaan Tõnisson, war er wesentlich am national gesinnten Verein Studierender Esten (Eesti Üliõpilaste Selts) beteiligt. Er wurde zu einem Kern der estnischen Unabhängigkeitsbestrebungen gegen das zaristische Russland.
Nach seinem Universitätsexamen war Oskar Kallas an verschiedenen Schulen als Lehrer tätig, unter anderem in Narva und Sankt Petersburg. Oskar Kallas und Jaan Tõnisson kauften in dieser Zeit die angesehene Zeitschrift Postimees, die sich gegen die Russifizierung in Estland wandte.

## Aino Kallas
Durch Studien an der Universität Helsinki kam er in Kontakt mit dem Wissenschaftler und Folkloristen Kaarle Krohn, unter dessen Anleitung er seine Doktorarbeit verfasste. Im Sommer 1901 verteidigte Kallas die Dissertation Die Wiederholungslieder der estnischen Volkspoesie. Am 6. August 1900 heiratete er in der Deutschen Kirche in Helsinki Krohns Schwester, die Schriftstellerin Aino Kallas (geborene Krohn). Danach fand er von 1901 bis 1903 Anstellung als Dozent für vergleichende Sprachwissenschaft an der Universität St. Petersburg.

## Journalist, Lehrer, Volkskundler
1903 nahm Kallas eine Tätigkeit als Journalist bei der Zeitung Postimees sowie als Gymnasiallehrer in Tartu an. Von 1903 bis 1918 lebten Oskar und Aino Kallas dort zusammen mit ihren Kindern. Als 1906 die erste estnischsprachige Mädchenschule (das heutige Miina Härma Gymnasium) in Tartu gegründet wurde, übernahm Kallas das Amt des Direktors. 1909 war Kallas einer der Gründerväter des Estnischen Nationalmuseums (Eesti Rahva Muuseum) in Tartu und lange Jahre ehrenamtlicher Abteilungsleiter. Kallas ist besonders bekannt für seine Forschungen zur Sprache und Kultur der estnischsprachigen Dörfer im Gebiet Ludza in Lettgallen. 1912 wurde seine Bewerbung auf das Lektorat für estnische Folklore von der russisch dominierten Universitätsleitung in Tartu abgelehnt.

## Diplomatie

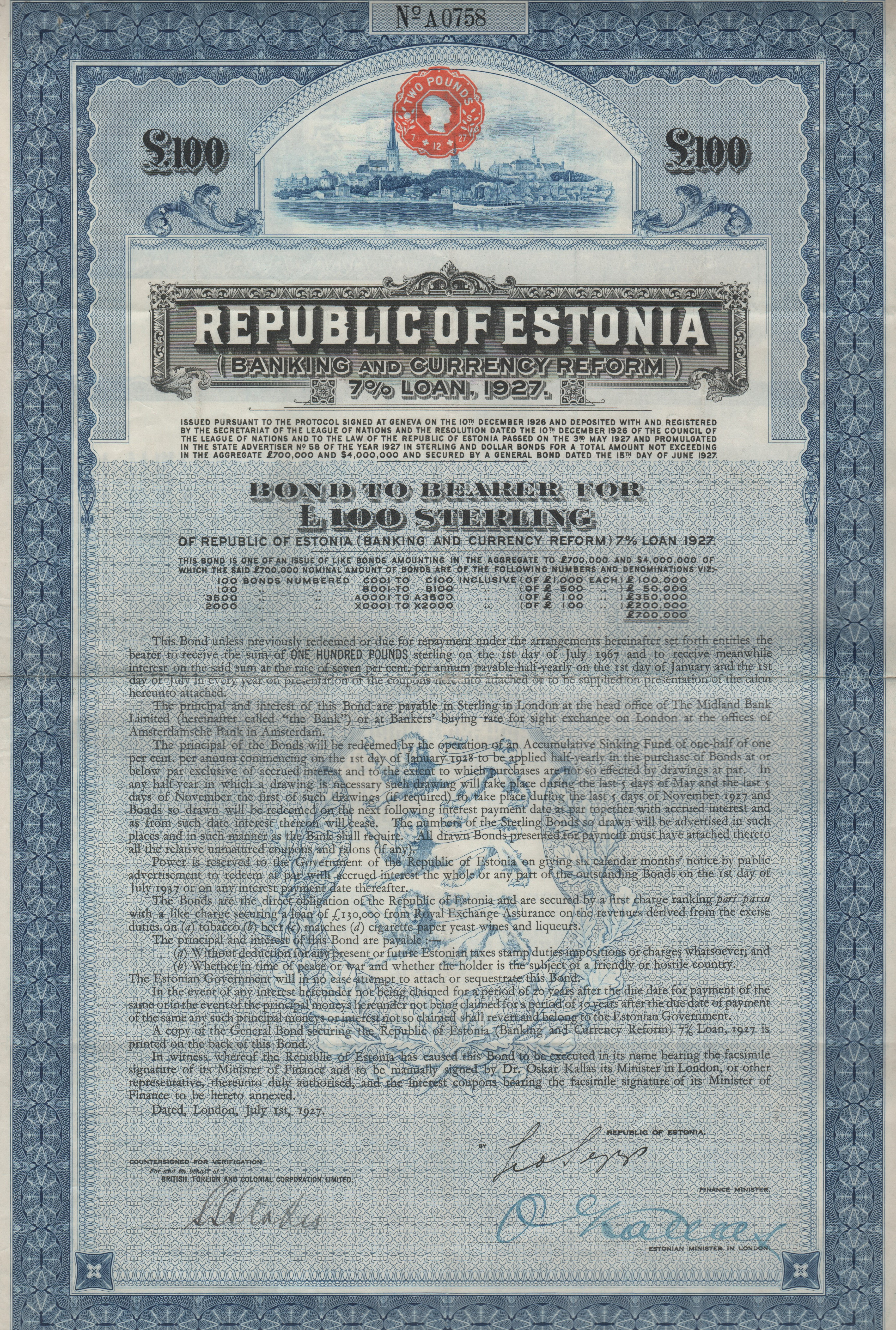
Auslandsanleihe der Republik Estland vom 1. Juli 1927, signiert von estnischen Gesandten in London Oskar Kallas

Mit der estnischen Unabhängigkeit 1918 trat Kallas in den diplomatischen Dienst Estlands ein. Er wurde estnischer Vertreter in Finnland. Danach war er von 1922 bis zu seiner Pensionierung 1934 estnischer Gesandter in London. Anschließend lebten Oskar und Aino Kallas in Tallinn. Viel Zeit verbrachten beide auch in ihrem Sommerhaus auf der Insel Kassari bei Hiiumaa (heute Museum).

## Exil
Vor der drohenden sowjetischen Besetzung Estlands musste Oskar Kallas mit seiner Familie nach Schweden fliehen. Er lebte dort im Exil bis zu seinem Tod. Im Februar 1946 wurde sein Leichnam in Helsinki beigesetzt.

## Veröffentlichung
- Estonian Folklore: Folk-Lore: Transactions of the Folk-Lore Society, vol. 34 No 2, London 30. Juni 1923, Seiten 101–116